# Potmarge
De Potmarge is een riviertje in het zuiden van de stad Leeuwarden in de Nederlandse provincie Friesland.
Oorspronkelijk was de Potmarge een riviertje dat voor de afwatering van het veengebied ten zuidoosten van de stad Leeuwarden zorgde. Het riviertje liep naar de toenmalige Middelzee. De Potmarge vormde tevens de grens tussen de stad Leeuwarden en de toenmalige grietenij Leeuwarderadeel. In de naam Potmarge verwijst het eerste deel waarschijnlijk naar een veenput en het tweede deel naar zee en stilstaand water of moeras.
Het buiten de stadsmuren van Leeuwarden gelegen gebied langs de Potmarge vormde in de 17e en in de 18e eeuw een gebied waar de welgestelde inwoners van Leeuwarden tuinen lieten aanleggen en waar zij hun lusthoven bouwden. Zo kocht Maaike Meu, de vrouw van Johan Willem Friso, hier tuinen en een buitenverblijf, dat zij de naam Mariënburg gaf. De Potmarge fungeerde in die tijd als aan- en afvoerweg ten behoeve van deze buitenverblijven.
Op de oostelijke oever lag het zogenaamde Asland. Afval van de stad Leeuwarden werd met schepen over de Potmarge naar dit gebied afgevoerd. Aan de zuidzijde is er verbinding met de Wirdumervaart.
De Potmarge is sinds 28 februari 1967 aangewezen als rijksmonument. De wijk Potmargezone is er naar genoemd.

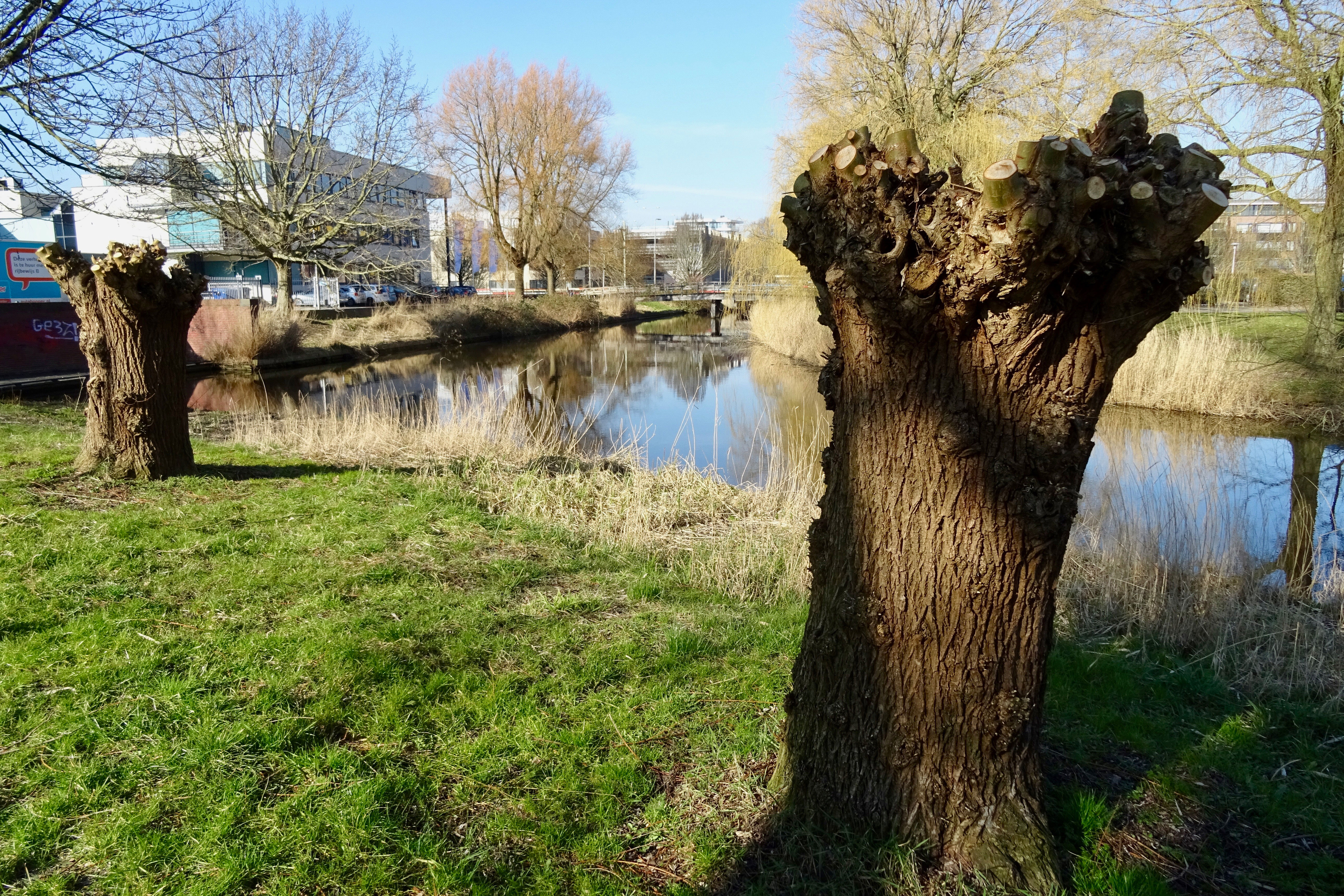
De Potmarge
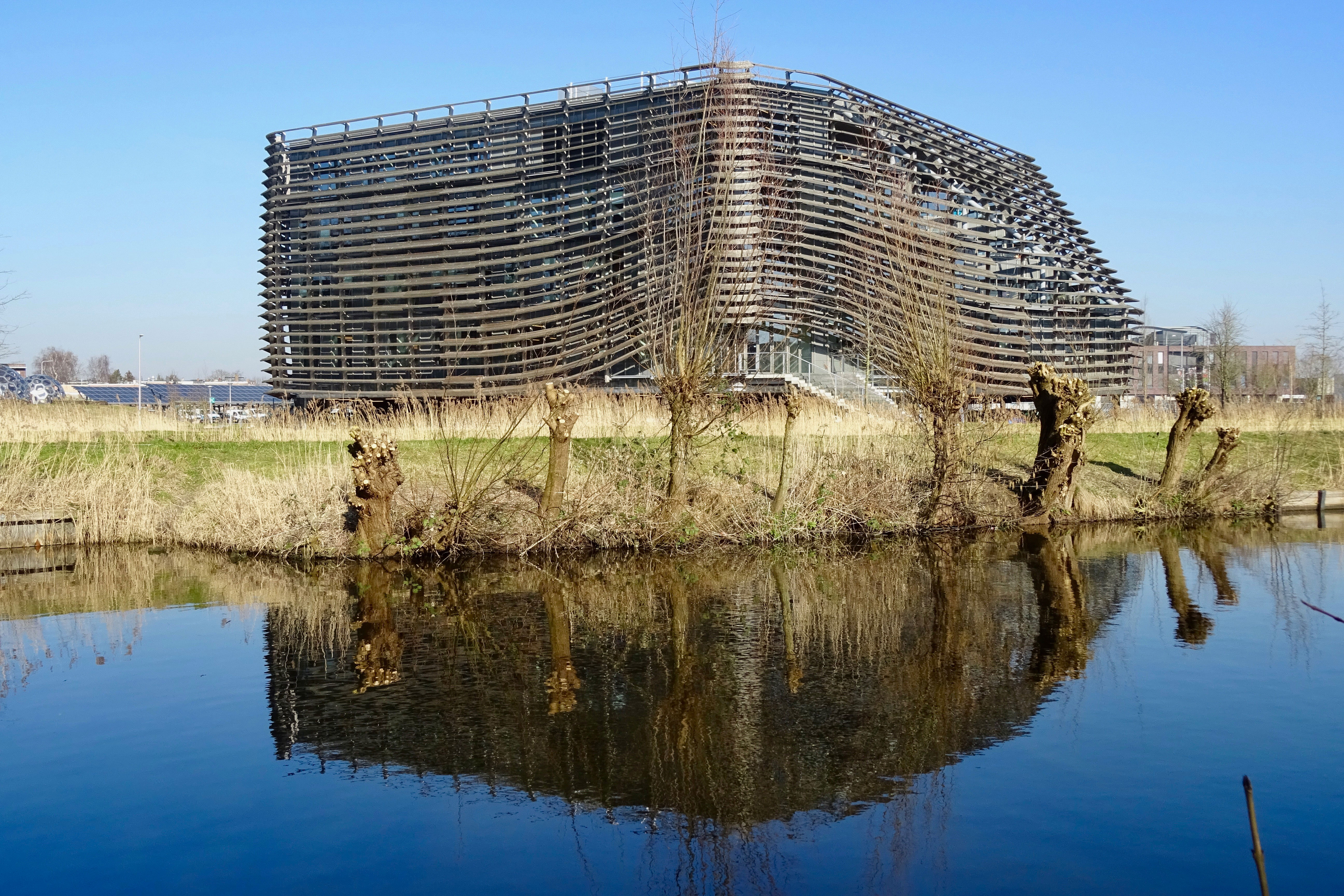
De Watercampus in Leeuwarden gezien vanaf de overzijde van de Potmarge